# 紅頂穀創穀物文創樂園
紅頂穀創穀物文創樂園（英語：Red Barn Factory & Tours.），簡稱紅頂穀創，位於高雄市左營區，由馬玉山食品成立的觀光工廠，以穀物為主題。本館費時近四年、投資超過一億五千萬元，於2015年2月4日正式開幕。

## 展示區
- 一樓：服務中心、穀倉咖啡
- 二樓：穀倉藝文
- 三樓：金磚製造所
- 五樓：馬玉山故事館

## 外部連結
- 紅頂穀創官網 （页面存档备份，存于）
- 紅頂穀創穀物文創樂園的Facebook專頁